# FC Rotenberg
Der Fußballclub Rotenberg, kurz FC Rotenberg, ist ein Fußballverein aus den Vorarlberger Gemeinden Lingenau und Langenegg. Der Verein gehörte dem Vorarlberger Fußballverband (VFV) an und spielt derzeit in der dritthöchsten Leistungsstufe, der Eliteliga Vorarlberg. Der Verein wurde 1962 als FC Langenegg gegründet. Im Zuge einer Fusion mit dem FC Lingenau wurde der ursprüngliche Verein 2020 aufgelöst; der FC Rotenberg entstand.

## Geschichte
Der FC Langenegg wurde im Jänner 1962 gegründet. 1975 wurde Langenegg Meister der Bregenzerwald Liga. Nach Jahren im Unterhaus stieg man 1996 in die 1. Landesklasse auf. 2005 konnte er man erstmals in die fünftklassige Landesliga aufsteigen. 2006 wurde die Immobilienfirma ZIMA Hauptsponsor des FC Langenegg.
In der Saison 2006/07 beendete Langenegg die Saison auf dem zehnten Tabellenrang. In der Saison 2007/08 konnte man sich auf den siebten Rang verbessern. Auch in der Saison 2008/09 befand sich der Verein im hinteren Mittelfeld der Liga, man beendete die Spielzeit auf dem neunten Tabellenplatz. Diese Platzierung hielt man auch in der Saison 2009/10. In der Saison 2010/11 belegte man den zehnten Tabellenrang in der Landesliga. In der Saison 2011/12 beendete man mit der bis dato besten Tabellenplatzierung auf dem sechsten Rang, auf einen Aufstiegsplatz fehlten Langenegg zehn Punkte.
Die Saison 2012/13 beendete der Verein auf dem achten Tabellenrang. Diese Platzierung hielt man auch in der Saison 2013/14. In der Saison 2014/15 konnte man unter Trainer Eric Orie hinter dem Dornbirner Sportverein Vizemeister der Landesliga werden und somit erstmals in die viertklassige Vorarlbergliga aufsteigen. Die erste Saison in der vierthöchsten Spielklasse beendete man auf dem fünften Tabellenrang. Im November 2016 verließ Eric Orie den Verein und wechselte zum FC Dornbirn 1913, woraufhin Peter Jakubec neuer Trainer wurde. Unter Jakubec wurde Langenegg in der Saison 2016/17 Meister der Vorarlbergliga, man konnte jedoch aufgrund eines zu kleinen Sportplatzes nicht in die Regionalliga aufsteigen.
Nach der Saison 2016/17 verließ Jakubec Langenegg und Klaus Nussbaumer übernahm das Traineramt. Unter Nussbaumer konnte man in der Saison 2017/18 den Titel verteidigen, diesmal machte man auch vom Aufstiegsrecht gebrauch. Daraufhin wurde der Platz von Langenegg vergrößert. In der ersten Saison in der Regionalliga belegte man den 15. Tabellenplatz. Nach der Saison 2018/19 wurde die Regionalliga West aufgelöst und die Mannschaft rückte in die neue Eliteliga Vorarlberg auf. In der Saison 2019/20 nahm der Klub erstmals am ÖFB-Cup teil, unterlag dabei jedoch bereits in der ersten Runde dem Zweitligisten SK Austria Klagenfurt mit 1:4.
Nachdem es bereits ein Jahrzehnt zuvor zu Gesprächen über eine Fusion des FC Langenegg mit dem FC Lingenau gekommen war, kam es im Mai 2020 zur Fusion der beiden Fußballvereine aus dem Bregenzerwald. Im Rahmen einer außerordentlichen Jahreshauptversammlung via Videokonferenz und einer Dreiviertelmehrheit erfolgte die Gründung des neuen Vereins FC Rotenberg. Fast hundert Prozent beider Vereine hatten sich für die Auflösung der alten Klubs ausgesprochen. Ab der Saison 2020/21 trat der neugegründete Verein mit drei Kampfmannschaften auf. Die erste Mannschaft spielte in der drittklassigen Eliteliga Vorarlberg, die zweite Mannschaft (FC Rotenberg 1b) in der ersten Landesklasse (5. Leistungsstufe) und die dritte Mannschaft (FC Rotenberg 1c) in der fünften Landesklasse (10. Leistungsstufe). Der neue Vereinsname entstand durch ein als Rotenberg bezeichnetes Waldstück zwischen Lingenau und Langenegg, das zu den kleinsten Wäldern Österreichs zählt, einen Waldlehrpfad aufweist und im Besitz von 170 Eigentümern ist.